# 白蔵主

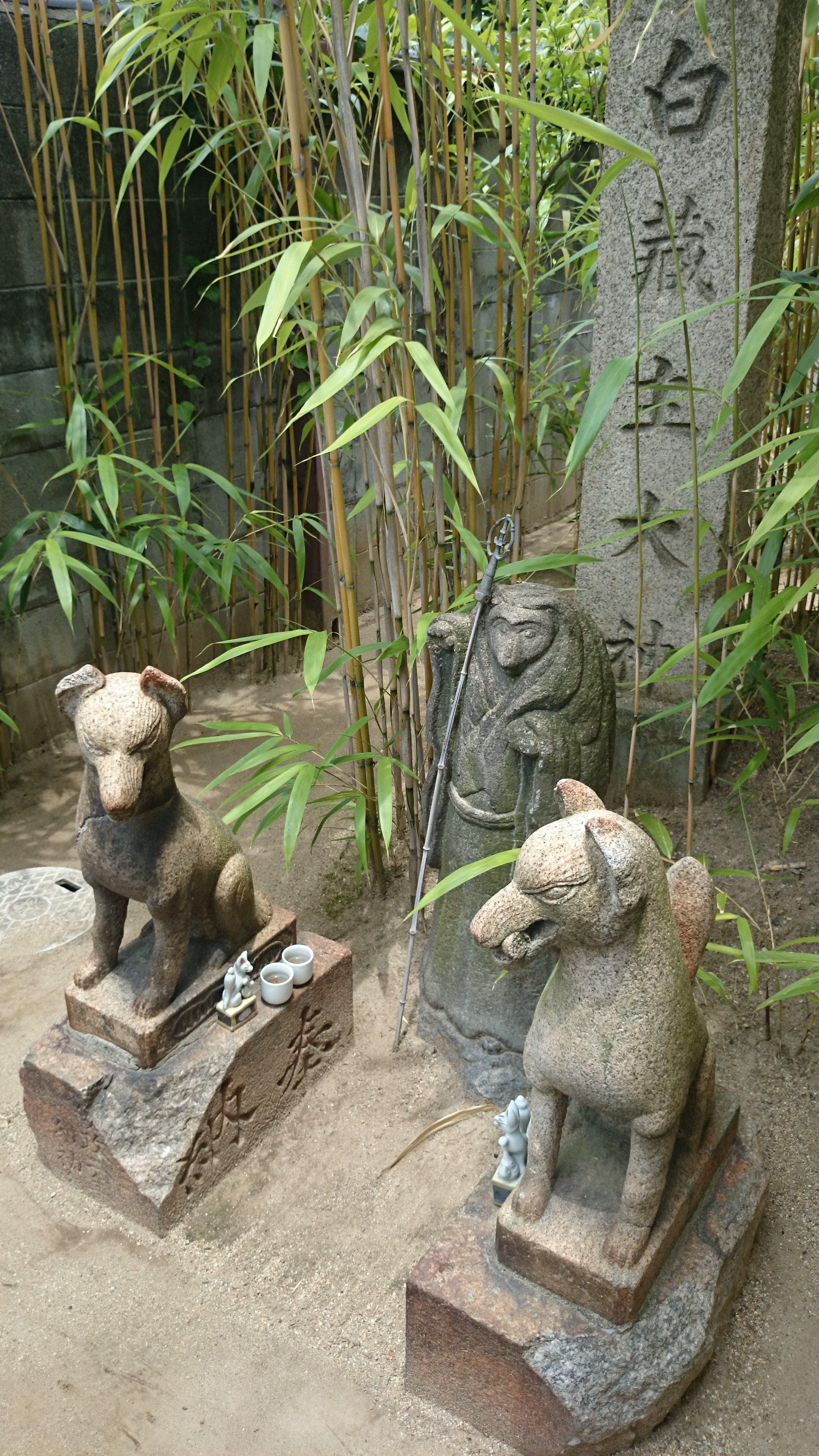
少林寺境内の白蔵主像

白蔵主/伯蔵主/白蔵司（はくぞうす）は、日本の妖狐、稲荷神である。狂言『釣狐』の題材となったとされる。

## 語釈
白蔵主の名は「白」は妖狐の一種である白狐の「白」が由来とされ、キツネが化けたのが伯父であることも、伯父の「伯」が「人」と「白」の字の合成であることに暗示されている、と妖怪研究家・多田克己が見解を述べている。

## 伝説

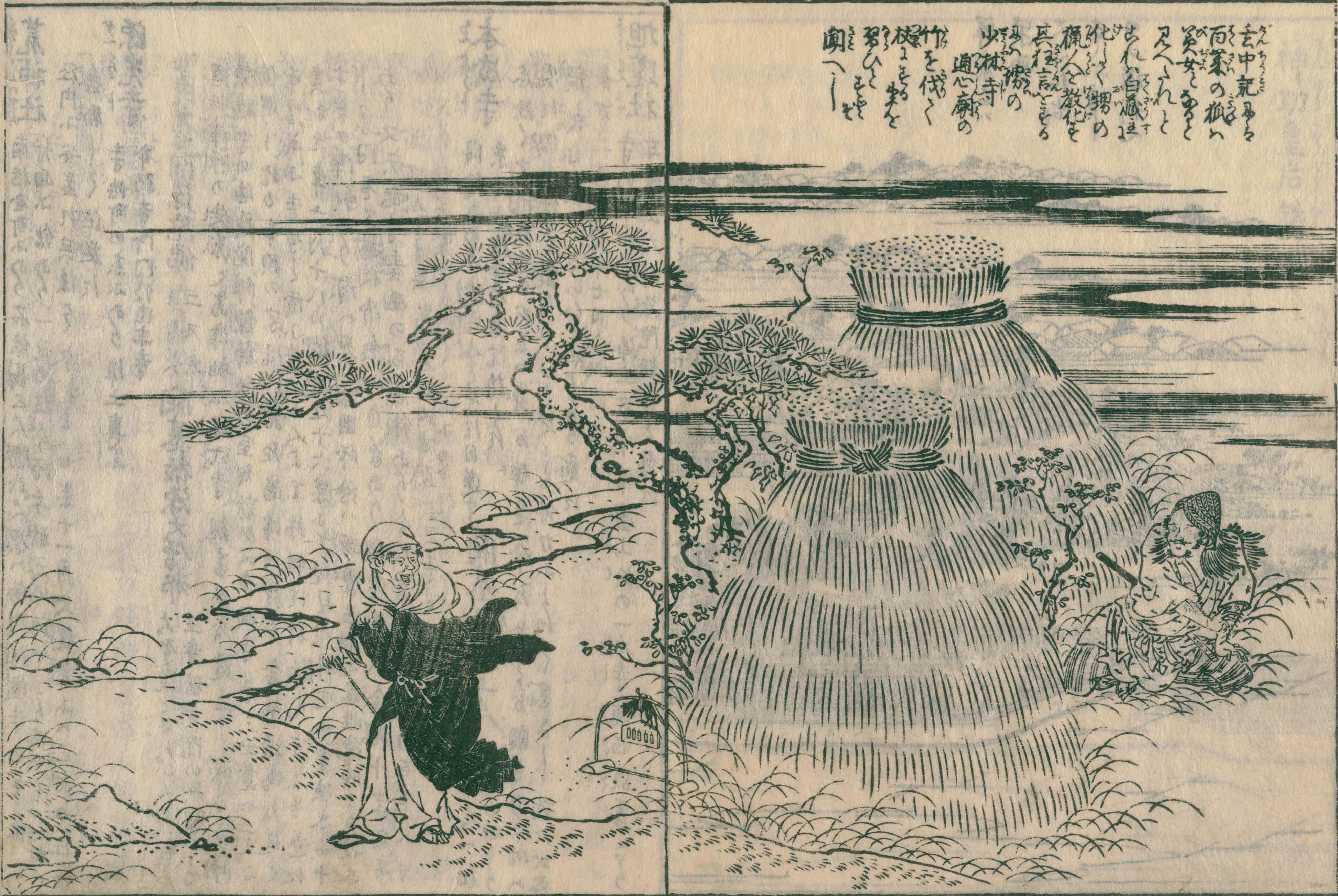
『和泉名所図会　巻之一』より竹原春朝斎画「白蔵主」

伝説は、幾通りか知られ、和泉国（大阪府）小林寺と、近江国（滋賀県）勝楽寺を舞台とするものがある。いずれも梗概が『狂言不審紙』（1827年）に述べられる。
翻案の『百物語』版では甲斐国に設定される（後述、 § 百物語を参照）。荒俣宏によるまとめは、ないまぜのようである。

### 泉州少林寺
和泉国大萬山少林寺（大阪府堺市）は、文和元年（1352年） 、稲荷大明神を奉り鎮守して開山したと縁起には記載される。これによれば、当寺の耕雲庵という塔頭に「伯蔵司」が住んでいたのは天文年間（後奈良天皇の御代の、とあるので1526～1555年）、収入無く極貧だったので、七日七晩祈祷すると、社壇から三本足の白狐が躍り出て、三度鳴きうずくまったので、啓示と察しこれを養うと信仰が盛んとなり、衣食に困らなくなった。また狐は勇士に変化して盗賊を撃退した。「伯蔵司」の甥に狐を狩る生業の者がいたが、狐は僧侶の姿に変身して殺生の戒めを説いたが、男は敏く狐のしわざだと見抜き、あらゆる狩猟の手管をつくして狐を狩ろうとしたという。
しかし『狂言不審紙』によれば永徳年間(1381年～)に、和泉国大鳥郡東樽屋町にある少林寺耕雲庵の住侶に白蔵主という僧がおり、稲荷大明神を常に信仰して、毎日法施を怠らなかった。すると稲荷の思し召しで、白狐を得た、云々と、大筋においては同じである。
『縁起』にも『狂言不審紙』にもやはり、この説話を題材として狂言『釣狐』（詳細は § 釣狐を参照）が作られたと記載される。
この話は江戸時代の地誌『堺鑑』、『難波丸』 、『泉州志』、『和泉名所図会』や、江戸時代の随筆『和語連珠』(『和漢故事談』)、類書『和漢三才図会』等に掲載されている。
『堺鑑』中巻「釣狐寺」（や『和語連珠』）の異聞では、住職は三足の野狐を森で拾って育てたもので、その子孫である三足の狐がその後も（当時までなお）寺に住み着いていたのだとする。

### 江州勝楽寺
近江国勝楽寺に白蔵主が住み、村の藪のなかには釣り人の兄小兵衛と弟小十郎が住んでいたが、住職とは伯父甥の間柄であったとする。

### 伝通院の開祖が交流
また、菊岡沾涼著『諸国里人談』によれば、小石川伝通院の再興の祖である正誉覚山上人（廓山、1625年没）が、京都に上洛したの帰り道で白蔵という僧に出会い、その学識に感心したが、その者は熟睡中に狐の本性をあらわしてしまい、恥じて逃げた。その者が著したという書物が櫃いっぱいあり、書写に貸し出したりしたものだが、今取り出してみると、読める文字では書かれていなかったという。これは澤蔵司（たくぞうす）ともつくる。

## 白蔵主を祀る寺社
白蔵主に仕えた白狐はまた、その後の人達により「白蔵主稲荷」として奉拝された。
現在では御神体は秘仏となり御開帳はしないが、昔は何十年に一度の割りで、開帳したとも伝えられる。今日では御前立の狐像のみ、参詣者の希望があれば開帳する。
少林寺では毎年3月21日に春季祭という鎮守白蔵主稲荷の例祭が行われている。
- 少林寺「白蔵主稲荷大明神」（大阪府堺市）
- 海福寺「白蔵主大善神」（大分県佐伯市）
- 七寶寺「白蔵主大善神」（大阪府能勢町）
- 白龍稲荷大神（海地獄）「白蔵主稲荷大善神」（大分県別府市）
- 白蔵大善神「白蔵主之塚」（大阪府東大阪市）

## 古典作品

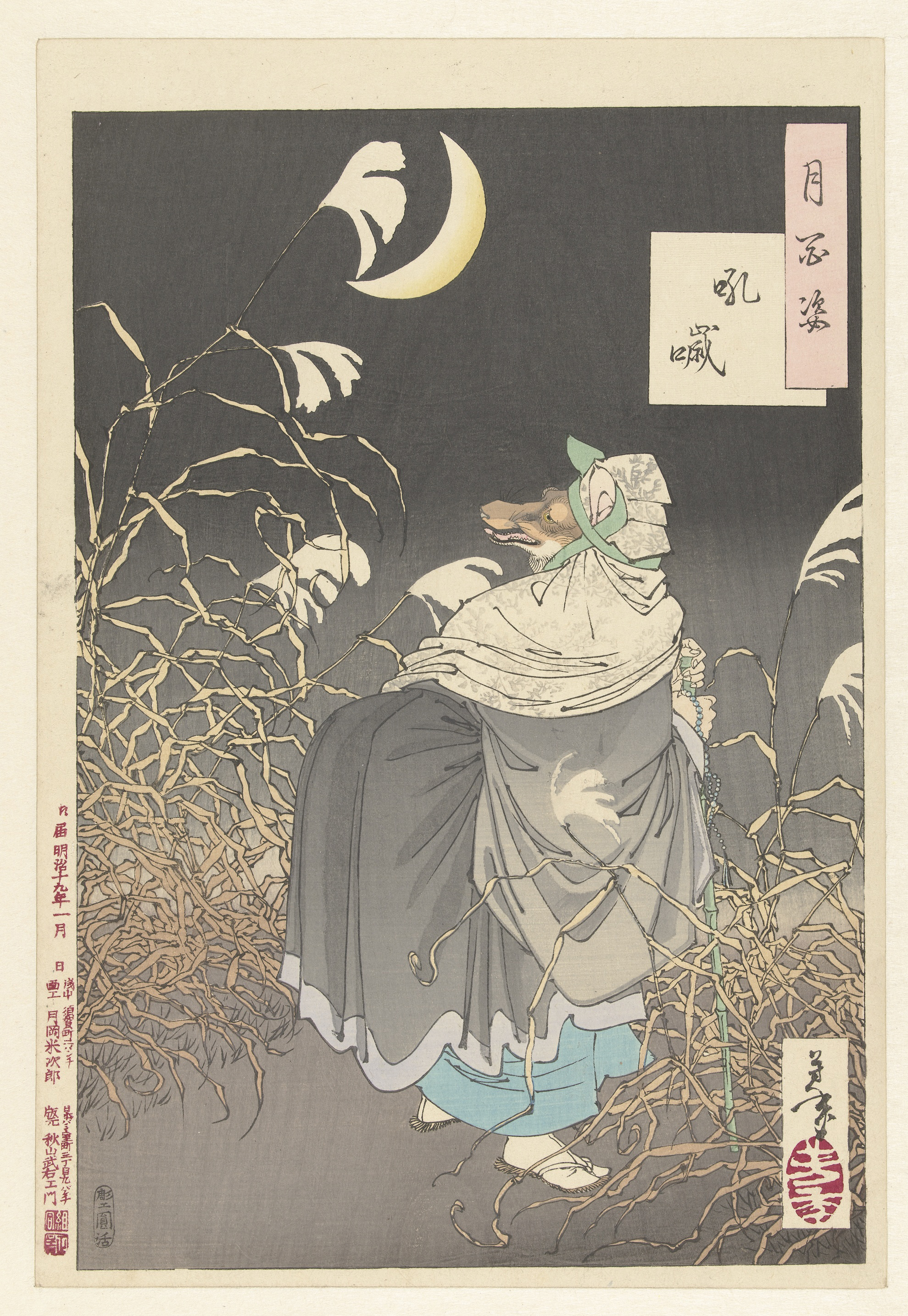
月岡芳年画「月百姿　吼噦」

### 釣狐
狂言では『釣狐』または『吼噦（こんかい）』と称す。
この狐は狂言師が心をこめたのを感じ、老人に化けて狂言を見てさらに狐の動きを教えたともされる。『釣狐』を演じる役者は上演の際に少林寺を参詣し、祈祷を上げたうえに、境内の逆芽竹（女竹）を杖として舞台で使用するようになったという。

### 絵本百物語

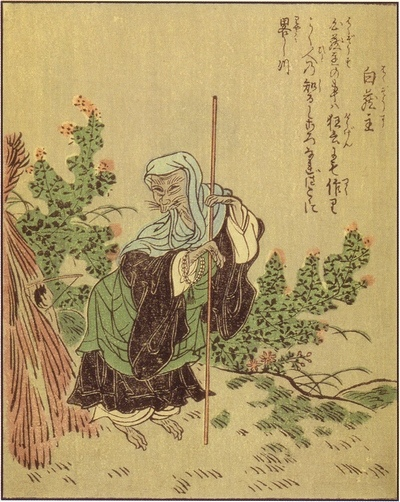
竹原春泉画『絵本百物語』より「白蔵主」

甲斐（現在の山梨県）に伝わる話として以下のように述べられている。
白蔵主とは本来は宝塔寺という寺の僧の名で、彼の甥の猟師・弥作が、キツネを捕えて皮を売って生活していた。彼の住処の近くの夢山という山には老いた白狐がいたが、多くの子ギツネを弥作に捕えられたため、彼を怨んでいた。
そこでキツネは伯父・白蔵主に化けて弥作を訪ね、殺生の罪を説いて狐獲りを戒め、代りに金を渡してキツネ獲りの罠を持ち去った。しかし彼は金を使い果たし、再び金を乞いに伯父の寺を訪ねようとしたので、キツネは寺に先回りして本物の白蔵主を食い殺し、自らが再び白蔵主に成りすまし、キツネ獲りを追い返す。以来50年以上も住職を務め上げた。
あるときに鹿狩りが行なわれ、白蔵主は人に混じってそれを見物していたところ、キツネの正体を見抜いた犬に噛み殺されてしまった。人々はキツネの祟りを恐れ、祠を建てて「狐の杜」として祀ったという。以来、キツネが法師に化けること、または逆に法師がキツネのように振舞うことを「白蔵主」と呼んだという。
この『絵本百物語』に述べられている夢山は、近世以降には「愛宕山」と呼称され、現在の甲府市古府中町にある大泉寺の寺領だった山で、大泉寺には夢山稲荷社がある。夢山には昔二匹の白狐がいて、山から大泉寺の境内に移植された梅の木を返して欲しくて、寺にやってきては毎晩のように鳴き続けた。夢山稲荷社は、鳴き疲れて死んだ二匹の白狐を祀ったものだという。ただし、大泉寺の住職は『絵本百物語』のように狐が僧に化けた話は聞いたことがないという。

### 続武将感状記
熊沢淡庵 作『続武将感状記』「淡輪大和守入道翫妖狐事」の段。淡輪徹斎のところに少林寺の耕雲庵の白蔵主を名乗る僧が訪ねるが、狐が化けていると怪しんでふん縛った。しかし、徹斎の目の前で女性や武士に化けて見せたので、殺すに忍びずと解きはなった。時々ふらりとやって来て吉凶を告げるようになった。

## 図像学
古くは英一蝶の筆があるが、明治以降では竹内栖鳳等が画題にしている。又股野琢氏所蔵に森狙仙の作（股野琢蔵）があったとされる。
上掲『和泉名所図会』の挿絵を担当した竹原春朝斎の子が、上述『絵本百物語』の挿絵の竹原春泉であり、親子ともに白蔵主の絵を描いていることになる。

### 鈴木松年の屏風 「白蔵主と月にむら雲」
京都の龍源院には僧の姿のキツネを描いた屏風がある。日本画家・鈴木松年筆「白蔵主と月にむら雲」、永徳年間の堺で少林寺の僧・白蔵主の飼っていたキツネが吉凶を告げたという逸話をもとに描いたといわれるもので、龍源院に収められたのには、以下のような経緯がある。
1960年（昭和35年）。大阪府に住む人物が龍源院を訪ねた。その者が言うには、家業不振が続くので、行者に見てもらったところ、もし家にキツネを描いた掛け軸や屏風があれば、そのキツネは修行中の身でもっと修行をしたがっているので、早くどこかの寺に収めるようにと言われたという。家には確かに堺の伝説を描いた白蔵主の屏風があったが、収める先の見当がつかなかったところ、行者はキツネの望む寺が京都にあるかもしれないと助言した。そこで京都まで来て歩き回ったところ、龍源院の前で足が動かなくなり、意を決して訪ねたとのことだった。
龍源院でも、かつての和尚が下間に狐窟（こくつ）と銘した逸話があり、キツネと少なからず縁があったため、龍源院の住職は、キツネの屏風に因縁を感じ、申し入れを承諾した。以来、元の持ち主だった家は平穏に暮らすことができた。
屏風は、龍源院の下間「狐窟」にあり、一般公開されている。

## 現代の翻案
漫画
- 柴田亜美 『あやかし天馬』
- 椎橋寛 『ぬらりひょんの孫』
- 江口夏実 『鬼灯の冷徹』第17巻第139話
- 影山理一『奇異太郎少年の妖怪絵日記』

小説
- 京極夏彦『巷説百物語』「白蔵主」- 弥作は狐釣り名人、餌は「熊の脂で烹（に）た鼠」という脚色。

ゲーム
- 網易『陰陽師』

## 類話
狐が僧に化けた話として京都の相国寺に伝わる「宗旦狐」の話や、
寛保時代の雑書『諸国里人談』巻五に記載の「伯蔵主」（沢蔵司、澤蔵司）の話がある。